# Euchlaenidia ockendeni
Euchlaenidia ockendeni là một loài bướm đêm thuộc phân họ Arctiinae, họ Erebidae.